# Куркин, Евгений Владимирович
Евгений Владимирович Куркин (род. 30 ноября 1969, Заводской, Приморский край) — советский и российский футболист, полузащитник, нападающий.

## Биография
Начинал играть в команде КФК «Темп» Заводской. Первый сезон в командах мастеров провёл в 1991 году в составе клуба второй низшей лиги первенства СССР «Шахтёр» Артём, следующие два сезона отыграл в команде во второй лиге России. В 1994 году перешёл в клуб первой лиги «Океан» Находка, с которым по итогам 1996 года вылетел во вторую лигу. По ходу сезона перешёл в «Луч» Владивосток, с которым также вылетел из первой лиги. В следующем сезоне стал лидером команды, её капитаном.
В первенствах СССР и России провёл 346 матчей, забил 30 голов — в первой лиге (1994—1996, 1997) — 129 матчей, 4 гола, во второй (1992—1993, 1998—2003) — 203 матча, 25 голов, во второй низшей (1991) — 14 матчей, один гол. Участник 1/32 финала Кубка России 1997/98.
В 2003 году завершил профессиональную карьеру и вместе с другом и одноклубником Вадимом Бадюком стал играть в команде «Авиатор» Артём и тренировать её.